# Phlebotomus eleanorae
Phlebotomus eleanorae är en tvåvingeart som beskrevs av Sinton 1931. Phlebotomus eleanorae ingår i släktet Phlebotomus och familjen fjärilsmyggor. Inga underarter finns listade i Catalogue of Life.